# António Tavares Festas

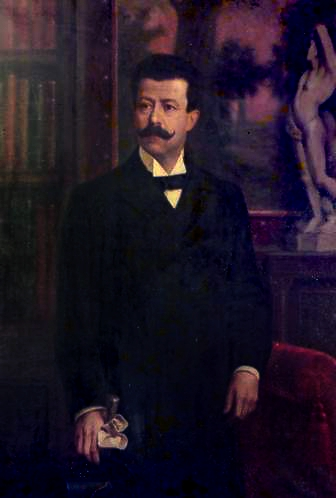
Tavares Festas em Viseu, óleo por José de Almeida e Silva, 1900

António Leão Tavares Festas (Gândara de Mortágua, 9 de Julho de 1860 — Lapa, Lisboa, 5 de Maio de 1920) foi um político liberal progressista, legislador, administrador e jurista português,  durante o Rotativismo e a Primeira República.

## Homem público
Dotado de grande influência eleitoral, foi consensual dirigente beirão do seu tempo, tendo a sua obra política alcançado maior notoriedade enquanto impulsionador da criação da Região Demarcada do Dão, e da Adega Regional da Beira. Aderindo muito novo ao Partido Progressista, aonde sempre militara seu pai, evidenciou-se por invulgar e incessante actividade legislativa em sede parlamentar, de que foi melhor expoente a sua nomeação para relator da última proposta de Código Administrativo do seu velho amigo José Luciano de Castro, de 1900, de tendência descentralizadora, em iniciativa político-administrativa merecedora de atento estudo historiográfico infelizmente por fazer; e ainda pelo seu papel determinante na comissão parlamentar que preparou o Código de Processo Comercial, aprovado por decreto de 14 de Dezembro de 1905.
Tavares Festas destaca-se ainda singularmente entre todos os políticos portugueses enquanto predecessor avançado no tempo e no espaço da defesa da Mulher, i.é., dos direitos cívicos e políticos das mulheres à luz da época romântica, tendo iniciado a sua carreira política em Coimbra, no ano de 1884, ali proferindo justamente uma conferência intitulada A Mulher no Mundo Antigo. Revolução na Philosophia Cristã. O que deve ser a sua Emancipação, em que se mostrava entusiasmado defensor de alguns dos depois chamados Direitos da Mulher, nomeadamente o respeito que lhes é devido pelo legislador, e a sua liberdade de escolher livremente marido.
Tavares Festas foi político que valorizou sobretudo o poder efectivo de intervenção concreta na sociedade, granjeando popularidade alargada sob uma simplicidade afável e compreensão para com todos, de qualquer quadrante político e social, seguindo o exemplo e a reputação pública de seu pai, de quem foi o filho mais próximo e continuador político, e familiar. Pouco antes de terminar a chamada Concentração Liberal, coligação entre o Partido Progressista e o Partido Regenerador-Liberal, Tavares Festas é indicado por José Luciano de Castro para ministro do governo de João Franco, então ainda com suficiente apoio parlamentar. Integra depois a troika do Partido Progressista que se deslocou ao Palácio das Necessidades, em Junho desse ano, a comunicar ao rei D. Carlos I a não aderência do mesmo à ditadura parlamentar.

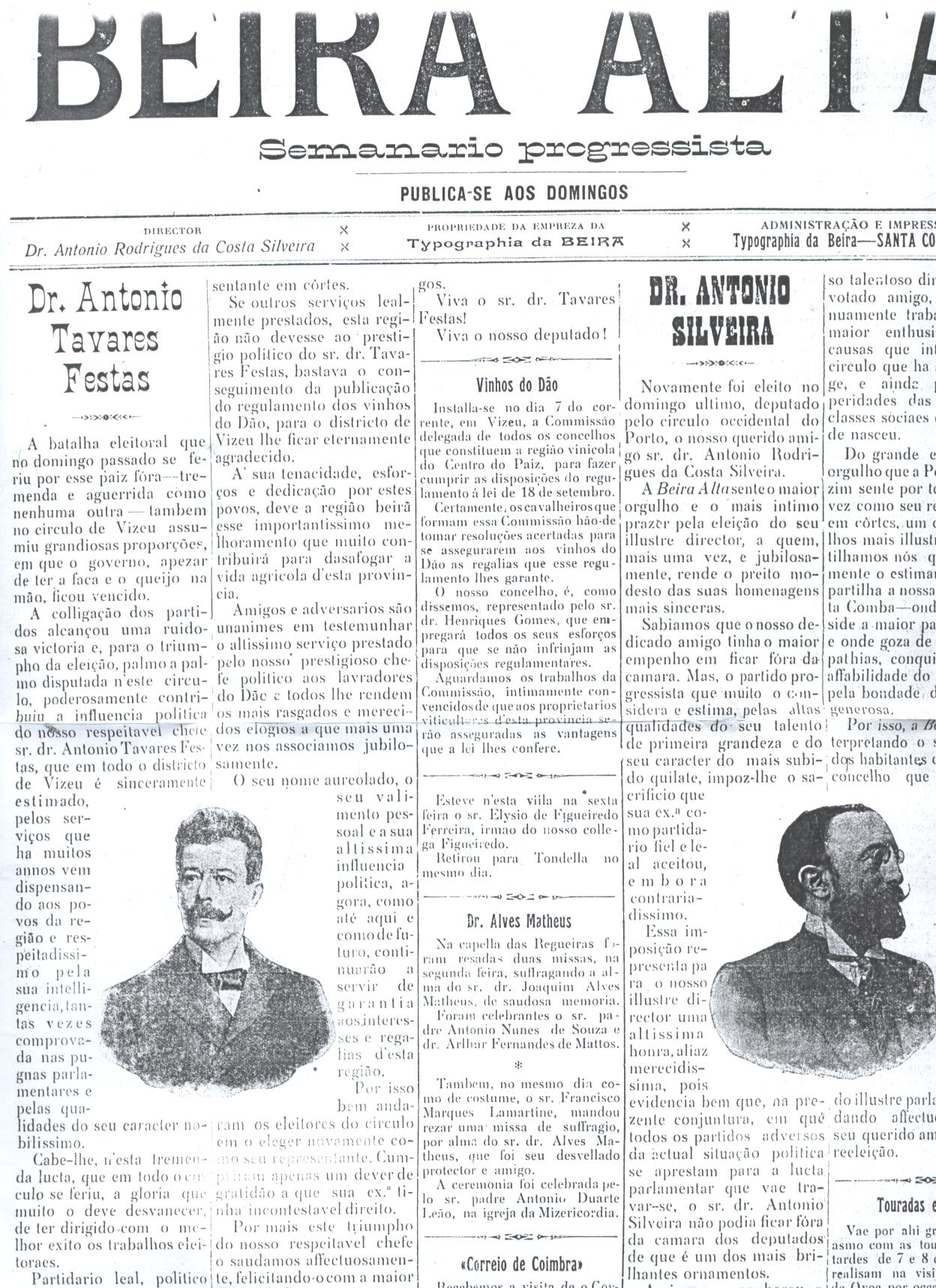
Frontispício do jornal Beira Alta sobre as últimas eleições monárquicas em 1910

Segundo informe de 1910 do jornal Beira Alta, órgão progressista dirigido e redigido pelo deputado do Porto Ocidental António Rodrigues da Costa Silveira, várias vezes o seu partido "...tem querido eleval-o aos conselhos da Coroa, distinção e honra que s. exª. systhematicamente tem recusado", i.é, rejeitara já várias pastas ministeriais nos instáveis e efémeros governos da época, preferindo manter a rédea do seu círculo. Também em período republicano Tavares Festas veio ainda a recusar em 17 de Fevereiro de 1915 o ministério que lhe era então oferecido por Pimenta de Castro, em situação política igualmente da maior instabilidade.
Tavares Festas acumulava entre outros cargos, desde a Primavera de 1910, o de inspector e director da Polícia Administrativa de Lisboa. Durante a revolução de 4 para 5 de Outubro de 1910 que implantou militarmente a República nos Paços da Câmara de Lisboa, contíguos ao Governo Civil aonde funcionava a sede da Polícia por ele dirigida, encontrava-se na Beira. Em 6 de Outubro de 1910 António Tavares Festas reuniu na Colmeosa, a sua casa de família, no Couto do Mosteiro, em Santa Comba Dão, o directório do Partido Progressista da comarca, sendo decidido não oferecer resistência à revolução vitoriosa segundo refere a Imprensa, tendo "todos os assistentes frisado a disposição de cooperar, com lealdade e firmeza, em todos os actos tendentes a assegurar a ordem pública e a prosperidade da Pátria, bem como o progresso da região".
Com efeito, num circunstanciado relatório confidencial entregue em mão em Lisboa a José Luciano de Castro, a seu pedido, pelo seu amigo de infância Abel de Matos Abreu, documento anterior ao regicídio, Tavares Festas relata que a adesão ao Partido Republicano, dentro do seu círculo, entre os proprietários e capitalistas que dispunham de votos, tinha ultrapassado já largamente a fasquia dos que ainda se mantinham monárquicos. E que se segurava completamente o círculo, tal se devia apenas à fidelidade política pessoal dos recém-convertidos ao seu nome, não ao Partido Progressista ou à Monarquia. Nesse documento relata desanimadamente, com exaustão e minúcia, os nomes e os bens estimados de todos os influentes eleitorais na Beira, assinalando um a um aqueles que se mantinham fiéis apenas na aparência ao poder ainda em vigor.
É este mesmo estado de espírito febril de desconfiança generalizada, medo e anarquia, que determina o total anonimato e sigilo praticados na recepção ao rei D. Manuel II em casa de seu irmão João, na Quinta da Vila, em Mortágua, por razões da ameaçada segurança régia, já no ano de 1909. Encontrando-se por essa época o monarca gozando alguns dias de férias no Palácio do Buçaco, recordou a João Tavares Festas, que ali o fora cumprimentar, uma promessa antiga de pescaria às famosas trutas existentes na Ribeira de Mortágua, que corre ao fundo da quinta da sua residência. Combinou-se fosse recebido o soberano no dia da visita, para pique-nique à beira de água, apenas pelos donos da casa, por seus irmãos António e Joaquim Tavares Festas e suas mulheres, pelo Prior de Mortágua, um Leão parente e amigo dos Tavares Festas, pelos oficiais da Casa Real que ali o acompanharam e escoltaram, e por muito poucos mais, conforme se lê das rigorosas instruções manuscritas para o efeito pelo ajudante de campo responsável por uma visita que os mortaguenses ficaram a ignorar.
Monárquico, Tavares Festas abandonou durante o regime republicano a carreira política oficial e foi advogado em Lisboa, com escritório na Rua Nova do Almada, 11, 2º, sendo também administrador da União Resseguradora e de outras empresas. Apesar de não ter aderido ao ideário republicano, passando a exercer apenas oficiosamente a sua grande influência política e eleitoral, inalterada a partir de 1911, António Tavares Festas manteve-se ainda por mais nove anos, até morrer, inamovível no seu lugar de director da Polícia Administrativa, apesar da infrutífera sindicância parlamentar que visou retirá-lo de função tão sensível ao novo regime. Tudo indica que Tavares Festas tenha mantido a sua influência política oficiosamente, a partir de Lisboa, como prova a correspondência familiar, que revela ter continuado a indicar os nomes para presidentes de Câmara e regedores das Juntas de Freguesia da comarca de origem e para os deputados do círculo de Viseu até à data da sua morte.
Homem que se destacou por uma grande popularidade individualizada, mais do que em visibilidade pura, Tavares Festas mostrou preferir o poder real exercido serenamente na segunda linha por sobre as vagas agitadas do seu tempo, assentando-o em consensos sociais, económicos, logo políticos, numa das épocas mais conturbadas e violentas da História de Portugal. Talvez isto possa ajudar a explicar porque, no próprio dia da sua morte, e apesar de estar ainda bem presente nos espíritos a adesão poucos meses antes de seus irmãos João e Joaquim Tavares Festas à Monarquia do Norte, o Governo, a Câmara dos Deputados e o Senado da República aprovaram por unanimidade, caso raro senão único, três sentidos votos de pesar entregues no próprio dia à viúva, e aos filhos, de quem morria indefectível monárquico.

## Acção parlamentar e legislativa
A carreira parlamentar de Tavares Festas tem formalmente início em 16 de Janeiro de 1893, quando em São Bentojura o seu lugar de deputado a par do Visconde de Serpa Pinto, o herói africano, que na mesma data jurou o seu pelo Partido Regenerador; sendo ambos logo designados pela praxe, como mais novos membros da Casa, a deslocarem-se juntos ao Paço, a fim de como representantes dos dois maiores partidos com assento parlamentar ali apresentarem oficialmente, em nome da Câmara, os cumprimentos de Ano Bom a Suas Majestades.
A actividade no Parlamento de Tavares Festas, durante a Monarquia, foi diversificada, tendo sido sucessivamente eleito em 1892, pelo círculo de Santa Comba Dão, para as legislaturas de 1893, 1894, 1897-1899, 1900, 1901. Após o seu casamento passou também a representar círculos ligados à família de sua mulher: Lamego, na legislatura de 1902-1904, Arganil, na legislatura de 1904, Viseu, na legislatura de 1905-1906. Foi reeleito pelo círculo de Viseu para as legislaturas de 1906-1907, e de 1908-1910. Estava eleito na última eleição monárquica em 1910, a última e malograda Câmara que já não veio a poder tomar posse.

### Comissões parlamentares
Tavares Festas fez também parte de inúmeras comissões parlamentares:
- Administração Pública (1897-1898, 1900 e 1905-1906)
- Petições (1897)
- Redacção (1897, 1900 e 1905)
- Recrutamento (1897 e 1899-1900)
- Paz e Arbitragem (1898 e 1909)
- Instrução Primária e Secundária (1898-1900 e 1905)
- Obras Públicas (1898)
- Reclamações e Vacaturas (1898, 1900, 1905-1907)
- Agricultura (1899-1900)
- Legislação Civil (1899-1900), comissão especial solicitada a dar parecer sobre o projecto de reforma da lei eleitoral de 1899
- Legislação Criminal (1900 e 1905)
- Ultramar (1905)
- Fazenda, (1906)
- Interparlamentar de Tarifas (1909)
- Discurso da Coroa (1910)
- Estatística (1910)

### Projectos de lei
No decurso da sua vida parlamentar apresentou inúmeros projectos de lei:
- Em 1 de Julho de 1893 renovou a iniciativa de um projecto de lei que pretendia, através da aplicação de 900$000 réis do fundo de viação da Câmara Municipal de Santa Comba Dão, proceder a vários melhoramentos municipais.
- Na mesma data num outro projecto de lei, referente à Câmara Municipal de Mortágua, requereu a construção de uma ponte sobre o vale do rio Arouce, obra que utilizaria verbas do fundo especial de viação.
- Em defesa dos alferes e dos segundos tenentes do exército, a 19 de Julho de 1897, subscreveu um projecto de lei que visava terminar com a lei que estabelecia, para efeitos de promoção na carreira militar, um prazo de dois anos de tirocínio.
- O cargo de governador civil de Évora possibilitou-lhe ter conhecimento das necessidades desse distrito. Assim, em 27 de Julho de 1897, apresentou dois projectos de lei a ele referentes. O primeiro requeria a dispensa, pela Câmara Municipal de Redondo, do pagamento da contribuição de registo de uma doação que lhe fora feita, destinada à exploração das nascentes de água da Serra de Ossa.
- No outro projecto, relativo ao concelho de Arraiolos, propunha que se autorizasse o desvio, no prazo de dez anos, de 500$000 réis anuais para a conclusão das obras dos Paços do Concelho.
- Nesta mesma data subscreveu, em conjunto com Simões dos Reis, um outro projecto de lei, com o objectivo de ser modificada, em alguns pontos, a lei de 14 de Setembro de 1890, referente à aposentação dos párocos.
- Com a finalidade de elevar a liceus nacionais centrais os liceus estabelecidos em Évora e Viseu, subscreveu, em 7 de Fevereiro de 1898, um novo projecto de lei, em conjunto com Alfredo César de Oliveira e outros deputados.
- Defensor do melhoramento da rede rodoviária no distrito do círculo que representava, apresentou no dia 3 de Março de 1898, em conjunto com João Abel da Silva Fonseca, um projecto de lei para construção de novos lanços ou serventias de estradas.
- Em 26 de Abril do mesmo ano assinou, conjuntamente com Joaquim Augusto Ferreira da Fonseca e João Pinto dos Santos, entre outros, um projecto com o intuito de melhorar o serviço da biblioteca da Escola de Belas-Artes, particularmente através do desdobramento do cargo de secretário e bibliotecário.
- Na mesma data submeteu ao parlamento um outro projecto de lei apelando ao interesse da saúde pública, de modo a autorizar a Santa Casa da Misericórdia de Viseu a importar, com isenção de direitos, o material necessário à instalação de uma estufa de desinfecção e uma lavandaria no Hospital de Viseu.
- No dia 15 de Março de 1898 subscreveu, em conjunto com Júlio Ernesto de Lima Duque e outros deputados, novo projecto de lei destinado a conceder, à Confraria de Santo António de Viseu, o Convento do Bom Jesus e a respectiva igreja, para aí se instalar um asilo-oficina destinado à educação de crianças desfavorecidas.
- Em 15 de Julho de 1899 apresentou outro projecto de lei, propondo que a Câmara Municipal de Carregal do Sal fosse dispensada do pagamento da contribuição de registo pela herança que lhe tinha sido deixada por António Marques de Campos Tavares, destinada à fundação de uma escola, biblioteca e prémios para professores e alunos.
- Como advogado deu a sua assinatura, em 20 de Março de 1907, a um projecto de lei conjunto com o Conde de Paçô-Vieira e outros deputados, que concedia aos juízes e demais magistrados judiciais, com vinte anos de serviço, o terço do ordenado da classe em que estivessem colocados.
- A 20 de Agosto de 1909 foi ainda apresentado um outro projecto de lei, que assinou conjuntamente com Paulo Cancela e outros deputados, o qual visava autorizar a Câmara Municipal de Viseu a contrair um empréstimo para proceder à conclusão da exploração das águas destinadas ao abastecimento da cidade e à colocação de esgotos, e finalização das obras dos Paços do Concelho. Para além de relator de vários pareceres de comissões parlamentares, Tavares Festas realizou inúmeras intervenções no parlamento, destacando-se especialmente o discurso com que marcou o início oratório da sua carreira na Câmara, que realizou em 3 de Julho de 1893, relativo à Contribuição Industrial.

## Elementos biográficos

### Cronologia biográfica
- aluno do Liceu Nacional de Viseu em 1876.
- bacharel em Direito pela Universidade de Coimbra em 19 de Junho de 1883.
- conferencista em Coimbra 1884.
- delegado do Procurador Régio na comarca de Cantanhede (2 de Dezembro de 1886 a Fevereiro de 1893).
- Deputado da Nação (1892-1910).
- redactor, relator e presidente de inúmeras Comissões Parlamentares.
- governador-civil de Évora (18 de Fevereiro de 1897 a 15 de Outubro de 1897).
- proprietário (1897-1920).
- senhor da casa da Colmeosa (1897-1920), actualmente classificada no Plano Director Municipal de Santa Comba Dão como "solar dos Festas", cujos terrenos murou e delineou em quinta, com parque à inglesa e duas matas de recreio.
- governador-civil de Coimbra (7 de Março de 1906 a 22 de Março de 1906).
- chefe dos directórios do Partido Progressista na comarca e círculo de Santa Comba Dão (concelhos de Santa Comba Dão, Mortágua e Carregal do Sal), e depois também nos círculos eleitorais de Arganil (que englobava Avô), Lamego, e Viseu.
- comissário-régio junto da Companhia Real dos Caminhos de Ferro Portugueses (1901).
- director e inspector da Polícia Administrativa de Lisboa (Primavera de 1910-7 de Maio de 1920).
- Secretário do Tribunal do Comércio por várias vezes (2.ª vara comercial da comarca de Lisboa).
- advogado e jurisconsulto, com escritório em Lisboa, na Rua Nova do Almada, nº 11, 2º, defronte da Câmara e da sede da Polícia que dirigia.
- administrador da União Resseguradora e outras empresas.
- sócio eleito da Sociedade de Geografia de Lisboa
- grã-cruz da Real Ordem de Isabel a Católica de Espanha em 1906, a pedido do Governo Português.
- membro a partir de 1893 da tertúlia intelectual e política Beselga, em Lisboa, na Rua de S. Roque (depois, Rua do Mundo, e agora Rua da Misericórdia), com os ministro António Augusto Pereira de Miranda, e Augusto José da Cunha, com o Prior de Belém Monsenhor Gonçalo Nogueira, com Bandeira Coelho, Luís José Dias, Ribeiro da Cunha, entre outros.
- jogador de boston e de whist com o seu amigo Doutor Egas Moniz.
- a tradição oral refere que Tavares Festas em 1910 estava indicado, ou criado "in petto" par do Reino, mas tal facto não pôde ainda ser devidamente documentado.

### Origens políticas familiares

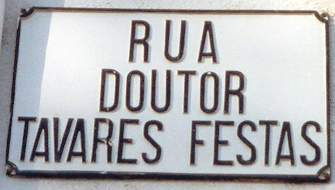
Rua Doutor Tavares Festas, no Largo da Câmara, em S. Comba Dão

Embora nascido no concelho de Mortágua, aonde a sua família materna era grande proprietária, é em Santa Comba Dão que se encontra publicamente homenageado, na Rua Doutor Tavares Festas, face ao pelourinho da Câmara da cidade, pois que de Santa Comba sempre se considerou e ali existe a sua casa de família, que preferiu em adulto para residência à da Gândara de Mortágua. Grande proprietário no concelho de Santa Comba Dão, ali casou, ali residiu depois de casado, ali nasceram seus primeiros filhos, dali era natural seu pai: a sua família paterna aliás documenta-se ininterruptamente e sem excepção no extinto concelho do Couto do Mosteiro, actual freguesia de Santa Comba Dão, desde o século XVI. E também originários do Couto do Mosteiro, lugar da Colmeosa, passados a Mortágua por casamento então recente, eram os Varela Tavares mortaguenses de sua avó materna.
Terceira geração de políticos locais, e primeiro na sua família a estender a sua influência à política nacional, António Leão Festas, como  inicialmente se documenta, homónimo a seu pai - nome que definitivamente altera para António Tavares Festas ainda antes de começar a sua carreira política, durante a qual se rubricará apenas  Tavares Festas - nasceu em Vale de Remígio, na casa da Gândara de Mortágua, aonde foi o neto primogénito e representante de seu avô materno, a 9 de Julho de 1860, e faleceu em Lisboa, na sua casa da Rua de São Ciro, 31, a 7 de Maio de 1920.  De família paterna liberal, e família materna miguelista, era filho de António de Leão Festas, sucessor na casa de sua mãe, grande proprietário, político liberal, presidente da Câmara de Mortágua em 1882, quando ali recebeu o rei D. Luís I e a rainha D. Maria Pia, vereador da Câmara de Santa Comba Dão, fundador do Grémio de Mortágua, membro do Partido Progressista, e de sua mulher D. Constança da Luz de Sousa Tavares, senhora da casa do Capitão-Mor, ou casa da Gândara, em Mortágua. Era neto paterno de Joaquim Nunes Festas, proprietário em São Joaninho, e de sua mulher Maria de Leão Esteves Varela, senhora de casa em Vila Pouca, ambas as localidades no extinto concelho do Couto do Mosteiro, em Santa Comba; e neto materno de José Ferreira Tavares, último capitão-mor e juiz ordinário de Mortágua durante o absolutismo, cavaleiro professo na Ordem de Cristo, medalha da Restauração dos Direitos da Realeza, senhor da referida casa da Gândara, miguelista, e de sua mulher e parente D. Maria Angélica de Sousa Tavares, senhora da casa da Colmeosa e "das terras para lá do rio Criz", conforme estipula o seu contrato de dotação nupcial insinuado na Chancelaria de D. João VI em 1817.

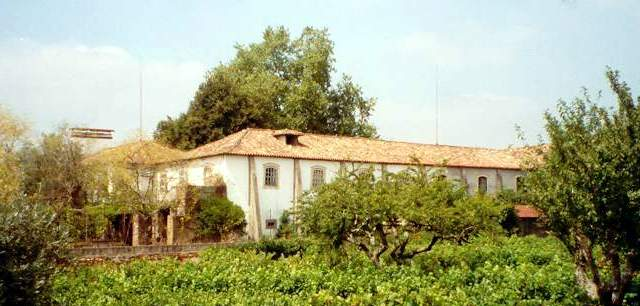
Solar da Gândara de Mortágua, onde nasceu Tavares Festas - ala do Capitão-Mor, residência do General Crawford em 1810, durante a Batalha do Buçaco, a convite do seu avô, então ainda Sargento-Mor Tavares. Crawford foi sem dúvida o melhor oficial que alguma vez teve Wellington, tendo deixado aos Tavares algumas lembranças em agradecimento da sua estadia, que a família ainda conserva, entre as quais algumas pipas do melhor vinho do Porto, com que sempre viajava.

Era ainda sobrinho-neto do Doutor João Lopes de Morais, Conselheiro de Sua Majestade Fidelíssima, deputado às Cortes, lente jubilado, decano e director da Faculdade de Medicina da Universidade de Coimbra, médico da rainha D. Maria II, fundador e director do semanário "Oposição Liberal", célebre maçon e político liberal de orientação contrária à de seu cunhado José Ferreira Tavares, que deteve grande relevo político-eleitoral depois de terminada a Guerra Civil oitocentista, quando saiu da prisão de Almeida. E finalmente, por equilíbrio de contrastes, igualmente sobrinho-neto do influente cónego Francisco Martins Tavares, miguelista, irmão do avô capitão-mor, prior beneficiado de São Joaninho, presbítero secular, "Tesoureiro da Sé de Coimbra, Mordomo do Illustríssimo Senhor Bispo Conde Reformador e Reitor da Universidade e seu familiar", ou seja, uma espécie de primeiro-ministro e ministro das Finanças eclesiástico do poderoso D. Francisco de Lemos de Faria Pereira Coutinho durante os anos finais da vigência do senhorialismo de Antigo Regime no grande território feudalizante do bispado de Coimbra, que abarcava aliás inclusivamente o Couto do Mosteiro, dos Tavares maternos, o São Joaninho, dos Nunes e Leão paternos, bem como a jurisdição eclesiástica sobre a Mortágua do segundo ramo de Tavares maternos de que descendia o neófito.
Casou António Tavares Festas em 29 de Julho de 1901 na capela da sua Colmeosa, no Couto do Mosteiro, em Santa Comba Dão, com D. Maria Isabel de Figueiredo e Faro Temes (Oliveira do Hospital, Avô, 30 de Setembro de 1870 - Lisboa, Lapa, 4 de Julho de 1944) filha de Alexandre de Figueiredo da Costa Coelho Soares de Albergaria e Melo Cardoso, da casa dos Figueiredo senhores dos morgados de Avô, de Tonda e de Seia, dos prazos de Vila Nova do Rego e de Oliveirinha, chefes do nome e armas dos Miranda Brandão Castelo Branco de Midões, fidalgo de linhagem, e de sua mulher D. Maria Fortunata Guedes Temes do Prado de Albuquerque Brito e Faro, do solar dos Albuquerque de Vilar Seco. Tiveram quatro filhos, que em sua homenagem acordaram fixar para sempre, como nome da família, Tavares Festas, o venerando nome público de seu pai.

### Raízes e genealogia
O concelho do Couto do Mosteiro já se documenta no século XIII, tendo recebido foral novo de D. Manuel I em 1514, com elevação do lugar do Couto a vila nessa data. A então nova vila do Couto era sede do concelho do Couto do Mosteiro, aonde houvera desde o século XII um convento templário, cuja igreja foi adaptada a matriz da povoação no século XVII. Era o Couto do Mosteiro um priorado da apresentação dos bispos de Coimbra, e a sua vila capital serviu também de cabeça do couto que lhe deu o nome, couto do qual foram senhores donatários os bispos-condes desde o século XIII, data da concessão destas terras por D. Afonso III à sé coimbrã.
O concelho do Couto do Mosteiro é extinto em 1834, e anexado ao concelho vizinho de Santa Comba Dão. Abrangia ele as freguesias contíguas do Couto (vila do Couto, lugares da Colmeosa, do Casal de Maria, do Casal de Vidona, etc.), São Joaninho (também ele priorado eclesiástico com benefício, da apresentação dos bispos de Coimbra, com os seus dois lugares de São Joaninho, e de Vila Pouca), e a do Vimieiro. O Vimieiro, também terra do cabido de Coimbra, e dependendo embora eclesiasticamente da igreja do Couto, era separado a sul pelas terras de Santa Comba do resto do concelho do Couto do Mosteiro.
A árvore de António Tavares Festas é a de uma família com seculares e fundas raízes no concelho do Couto do Mosteiro propriamente dito (exceptuando o Vimieiro), com alguns pequenos contributos maternos de freguesias mortaguenses circunvizinhas fora do senhorio dos duques de Cadaval, freguesias então mais directamente ligadas ao Couto pela antiga estrada real que atravessava o seu lugar da Colmeosa: a freguesia-priorado de Pala, com benefício (lugares de Pala, do Ribeiro de Pala, e de Monte de Lobos), a de Vale de Remígio, em que ele nasceu (lugar da Gândara), e a do Sobral de Mortágua (lugar de Vila Gozendo, que era terra reguenga).

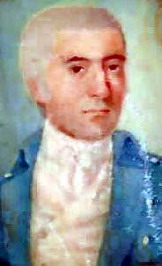
José Ferreira Tavares, cavaleiro da Ordem de Cristo, capitão-mor e juiz ordinário de Mortágua, sr. da casa da Gândara, fardado de oficial de Ordenanças - avô de António Tavares Festas

Nos seus vários ramos se verifica a lenta ascensão de quem "vive de sua fazenda" ao estatuto de proprietário, empregando outrem e vivendo dos rendimentos. E deste, através dos cargos alcançados, com relevo para várias gerações consecutivas de inúmeros padres colaterais com magistério de influência na família Leão durante os séculos XVII e XVIII, e também para ofícios militares de diferentes graus na Ordenança, à pequena nobreza local, e finalmente à nobreza distinta com a chefia regional em que primeiro se notabilizou o seu carismático avô Tavares.
Este simultaneamente exerceu o poder militar, administrativo, e judicial em Mortágua, ao cumular longamente o cargo de capitão-mor com o de juiz ordinário daquele concelho. Na sua importância local foi sucedido por seu cunhado e amigo de infância o Doutor João Lopes de Morais, no início do liberalismo, marido de sua irmã D. Rita Tavares, e nesta preponderância de influência sucederá então seu genro António de Leão. Os Tavares Festas serão herdeiros de todos os bens dos Lopes de Morais Tavares, não só por serem sobrinhos-netos de sua mulher, mas pelo casamento sem descendência do médico Dr. José Lopes de Morais, único filho de seu pai, com uma sua prima direita, tia de António Tavares Festas, de seu nome D. Maria da Expectação de Sousa Tavares.

#### Quadro genealógico simplificado
```
                                   António, da Colmeosa? (*c. 1544)
                                   |
                                 João António, Casal de Maria (*c.1574)
                                 | |
                                 | N, sua mulher
                                 |
                               Francisco João, Casal de Maria (*c.1604)
                               | |
                               | Ana Fernandes, do Casal de Maria
                               |
                             Braz Francisco, ppº, de S. Joaninho (*1634)
                             | |
                             | | Domingos Enes, de S. Joaninho
                             | | |
                             | Ana Nunes, de S. Joaninho (=1632)
                             |   |
                             |   Maria Domingos
                             |
                           Braz Nunes, de S. Joaninho (*1661)
                           | |
                           | Maria Nunes, de S. Joaninho
                           |
                         Filipe Nunes, ppº(*Alcains 1693 +S.Joanº 1773)
                         | |
                         | Catarina Nunes, de Alcains (=Alcains c.1690)
                         |
                     Jacinto Nunes, de São Joaninho (*1723)
                     |   |
                     |   |  João Álvares, de S. Joaninho
                     |   |  |
                     |   Isabel Rodrigues, de S. Joaninho (*1682 =1717)
                     |      |
                     |      Isabel Rodrigues, 1ª mulher
                     |
                 Manuel Nunes, ppº em S. Joaninho (*1759 =1778)
                 |   |
                 |   |   Manuel Álvares, de S. Joaninho
                 |   |   |
                 |   Teodora Nunes, de S. Joaninho (*1721 =1758)
                 |       |
                 |       Maria Nunes, de S. Joaninho
                 |
         Joaquim Nunes Festas, ppº em São Joaninho (*1792 +1855)
         |       |
         |       |          Domingos Gomes, de Vila Pouca
         |       |          |
         |       |       Manuel Varela, o (1º) Festas, ppº (*1704 +1794)
         |       |       |  |
         |       |       |  Luzia Varela (=1703)
         |       |       |
         |       |    Manuel Varela Festas II, de Vila Pouca (*1733)
         |       |    |  |
         |       |    |  Engrácia João Vaz, de Casal de Vidona
         |       |    |
         |       Maria André Varela, irmã do Revº João Vª Festas (*1756)
         |            |
         |            |   Alfs. João André Fazendeiro, ppº em Vila Pouca
         |            |   |
         |            Ana Francisca Fazendeiro (=S.Joaninho 1755)
         |                |
         |                Joana Francisca
         |
         |
    António de Leão Festas, autarca Mortágua e S. Comba, ppº (1818-1897)
    |    |
    |    |
    |    |            Manuel Lourenço (*V.N.Cerveira, Sopo, Pardelhas)
    |    |            |
    |    |       José Lourenço de Leão (Vila Pouca)
    |    |       |    |
    |    |       |    Maria Francisca de Leão, herdª casa de Vila Pouca
    |    |       |
    |    Maria de Leão Esteves Varela, sra. casa de Vila Pouca (*1799)
    |            |
    |            |    Manuel Varela
    |            |    |
    |            Domingas Esteves Varela
    |                 |
    |                 Maria Esteves Fernandes
    |
```

```
António
 Leão 
Tavares Festas
, sr. da casa da Colmeosa
                               (*1860 =1901 +1920)
    |
    |
    |                 Domingos Roiz, vivia de sua fazenda na Gândara
    |                 |
    |               Estêvâo Rodrigues, lavrador, da casa da Gândara
    |               | |
    |               | Esperança Rodrigues (*Vale de Remígio, Póvoa)
    |               |
    |          Domingos Rodrigues, o Balão, sr. casa da Gândara (*1734)
    |          |    |
    |          |    | Luís Rodrigues (*Vale de Remígio, Gândara)
    |          |    | |
    |          |    Josefa Gomes Rodrigues (*Vale de Remígio, Gândara)
    |          |      |
    |          |      Maria Gomes (*Vale de Remígio, Gândara)
    |          |
    |          |
    |    José Ferreira Tavares, COX, capitão-mor de Mortágua (*1779)
    |    |     |
    |    |     |
    |    |     |          Manuel Rodrigues, (*Pala, Monte de Lobos)
    |    |     |          |
    |    |     |        Manuel Rodrigues (*S.Gens Pala, Monte de Lobos)
    |    |     |        | |
    |    |     |        | Domingas João (*Mortágua, Monte de Lobos)
    |    |     |        |
    |    |     |      Revº Lourenço Miz Tavares, prior de Pala (*c.1688)
    |    |     |      | |
    |    |     |      | | Lourenço Martins Tavares (*Ribº Pala, c.1608))
    |    |     |      | | |
    |    |     |      | Maria Lourença (*Ribeiro de Pala)
    |    |     |      |   |
    |    |     |      |   Isabel Simões (*Mortágua, Pala)
    |    |     |      |
    |    |     |    Lourenço Ferreira, N (*casa de Ribeiro de Pala)
    |    |     |    | |
    |    |     |    | Feliciana Ferreira, soltª, de Monte de Lobos
    |    |     |    |
    |    |     Maria Ferreira, irmã de Lourenço Martins Tavares (*1743)
    |    |          |
    |    |          Luísa Gomes Rodrigues (*Pala, Monte de Lobos)
    |    |
    |    |
    D. Constança da Luz de Sousa Tavares, sra. casa Gândara (1827-1901)
         |
         |
         |              Bernardo Varela (*Colmeosa)
         |              |
         |          Lourenço Tavares Varela, sr. da casa da Colmeosa
         |          |   |
         |          |   D. Ana Gomes dos Santos
         |          |
         |     Bernardo da Conceição Perª dos Santos Varela (*Colmeosa)
         |     |    |
         |     |    |    Cap. Manuel Simões Pereira
         |     |    |    |
         |     |    D. Maria Rodrigues Simões Pereira (*Sobral Mortágua)
         |     |         |
         |     |         D. Maria Rodrigues
         |     |
         D. Maria Angélica de Sousa Tavares, sra. casa Colmeosa (+1861)
               |
               |    António Martins de Morais (*Felgueira)
               |    |
               D. Feliciana Maria Marques de Sousa (*Vila Gozendo)
                    |
                    D. Maria Marques de Sousa
```

abreviaturas:
- *  - nasceu
- +  - morreu
- =  - casou
- Alfs.  - alferes (da Ordenança)
- Cap. - capitão (da Ordenança)
- COX  - cavaleiro professo na Ordem de Cristo
- juiz ordinário - cargo que antecedeu na Monarquia de Antigo Regime o de presidente da Câmara Municipal; os juízes ordinários de um concelho detinham no entanto mais poderes do que os meramente administrativos das actuais Câmaras, nomeadamente o poder e o dever de julgar e sentenciar em primeira instância, dispondo para tal de varas municipais.
- pp.º  - proprietário (pessoas documentadas com testamento, vivendo principalmente dos rendimentos dos seus bens, ou da fazenda das suas terras)
- Rev.º  - reverendo, título dado aos sacerdotes, que todos eram proprietários no Antigo Regime monárquico, com mais de trezentos mil réis de dote obrigatório para poderem tomar ordens maiores, visto nem a Igreja nem a Coroa os poderem sustentar; excepto quando recebiam, graciosamente ou por compra, benefícios eclesiásticos rendosos (priorados, abadias, etc.) - eram então os chamados beneficiados, com terra de rendimento e direitos fiscais vários sobre os paroquianos agregados ao seu benefício. O sacerdócio conferia nobreza a quem não a tinha ainda, e exercia localmente papel difusor da instrução, com prestigiosa influência social e política nas comunidades rurais. Embora nos costumes patriarcais antigos o uso exclusivo do nome patronímico fosse regra, não deixavam as famílias de conhecer os sobrenomes a que tinham direito por uso de memória transmitida, sendo estes últimos seleccionados e passados a grafar pelos novos sacerdotes, como seu nome oficial, ao tomarem ordens.
- sr./sra.  - proprietário/a